# Rod Taylor
Rodney Sturt Taylor (Sydney, 11 januari 1930 – Los Angeles, 7 januari 2015) was een Australisch acteur.
Taylor speelde onder meer Mitch Brenner in de Hitchcock-film The Birds. Ook was hij te zien in Giant (1956, met James Dean), The Time Machine (1960), Sunday in New York (1963) en The Picture Show Man (1977). Tussen 1988 en 1990 speelde hij Frank Agretti in de soapserie Falcon Crest.
Taylor speelde een bijrol in de film Kaw uit 2007. Evenals The Birds gaat dit verhaal over agressieve vogels die mensen aanvallen.  Hij speelde in Inglourious Basterds Winston Churchill, de eerste minister van het Verenigd Koninkrijk tijdens de Tweede Wereldoorlog. Hiervoor won hij samen met de gehele cast een Screen Actors Guild Award.
Taylor overleed op 84-jarige leeftijd een natuurlijke dood in zijn eigen huis.

## Filmografie
- King of the Coral Sea (1953) - Jack Janiero
- Long John Silver (1954) - Israel Hands
- Hell on Frisco Bay (1955) - John Brodie Evans
- Studio 57 Televisieserie - Tommy Scarbrough (Afl., The Black Sheep's Daughter, 1955)
- Top Gun (1955) - Lem Sutter
- Studio 57 Televisieserie - Dr. Don Dolby (Afl., The Last Day on Earth, 1955)
- Lux Video Theatre Televisieserie - Rol onbekend (Afl., The Browning Version, 1955|Dark Tribute, 1955)
- The Virgin Queens (1955) - Cpl. Gwilym (Niet op aftiteling)
- Cheyenne Televisieserie - Clancy (Afl., The Argonauts, 1955)
- World Without End (1956) - Herbert Ellis
- The Catered Affair (1956) - Ralph Halloran
- Giant (1956) - Sir David Karfrey
- Raintree County (1957) - Garwood B. Jones
- General Electric Theatre Televisieserie - Sam Tipton (Afl., The Younger Years, 1957)
- Suspicion Televisieserie - Jim (Afl., The Story of Marjorie Reardon, 1957)
- Playhouse 90 Televisieserie - Francis Allen (Afl., Verdict of Three, 1958)
- Schlitz Playhouse of Stars Televisieserie - Rol onbekend (Afl., A Thing to Fight For, 1958)
- Playhouse 90 Televisieserie - Nick Carraway (Afl., The Great Gatsby, 1958)
- Playhouse 90 Televisieserie - Lt. Warren Culver (Afl., The Long March, 1958)
- Studio One Televisieserie - Rol onbekend (Afl., Image of Fear, 1958)
- Step Down to Terror (1958) - Mike Randall
- Lux Playhouse Televisieserie - Lee (Afl., The Best House in the Valley, 1958)
- Separate Tables (1958) - Charles
- Playhouse 90 Televisieserie - Bob Castillo (Afl., The Raider, 1959)
- Ask Any Girl (1959) - Ross Tayford
- Playhouse 90 Televisieserie - Joey (Afl., Misalliance, 1959)
- The Twilight Zone Televisieserie - Colonel Clegg Forbes (Afl., And When the Sky Was Opened, 1959)
- Zane Grey Theater Televisieserie - Jed Harper (Afl., Picture of Sal, 1960)
- Goodyear Theatre Televisieserie - Alan Ballister (Afl., Capital Gains, 1960)
- General Electric Theater Televisieserie - Rol onbekend (Afl., Early to Die, 1960)
- Westinghouse Desilu Playhouse Televisieserie - Bob Carter (Afl., Thunder in the Night, 1960)
- The Time Machine (1960) - George (H.G. Wells)
- La regina delle Amazzoni (1960) - Pirro
- Hong Kong Televisieserie - Glenn Evans (Afl., The Jade Empress, 1960)
- One Hundred and One Dalmatians (1961) - Pongo (Stem)
- Bus Stop Televisieserie - Johnny Jones (Afl., Portrait of a Hero, 1961)
- The DuPont Show of the Week Televisieserie - Frank Foster (Afl., The Ordeal of Dr. Shannon, 1962)
- Il dominatore dei sette mari (1962) - Sir Francis Drake
- The Birds (1963) - Mitch Brenner
- A Gathering of Eagles (1963) - Col. Hollis Farr
- The V.I.P.s (1963) - Les Mangrum
- Sunday in New York (1963) - Mike Mitchell a.k.a. Adam Tyler
- Fate Is the Hunter (1964) - Capt. Jack Savage
- 36 Hours (1965) - Maj. Walter Gerber
- Young Cassidy (1965) - John Cassidy
- The Liquidator (1965) - Boysie
- Do Not Disturb (1965) - Mike Harper
- The Glass Bottom Boat (1966) - Bruce Templeton
- Hotel (1967) - Peter McDermott
- Chuka (1967) - Chuka
- The Mercenaries (1968) - Curry
- Nobody Runs Forever (1968) - Scobie Malone
- The Hell with Heroes (1968) - Brynie MacKay
- Zabriskie Point (1970) - Lee Allen
- Darker Than Amber (1970) - Travis McGee
- The Man Who Had Power Over Women (1970) - Peter Reaney
- Powderkeg (Televisiefilm, 1971) - Hank Bracket
- Bearcats! Televisieserie - Hank Brackett (13 afl., 1971)
- Family Flight (Televisiefilm, 1972) - Jason Carlyle
- The Train Robbers (1973) - Grady
- Trader Horn (1973) - Trader Horn
- Gli eroi (1973) - Bob Robson
- The Deadly Trackers (1973) - Frank Brand
- Partizani (1974) - Marko
- The Oregon Trail (Televisiefilm, 1976) - Evan Thorpe
- Blondy (1976) - Christopher Tauling
- A Matter of Wife...and Death (Televisiefilm, 1976) - Shamus
- Gulliver's Travels (1977) - Reldresal/King of Blefuscu (Stem, niet op aftiteling)
- The Picture Show Man (1977) - Palmer
- The Oregon Trail Televisieserie - Evan Thorpe (Afl. onbekend, 1977)
- The Treasure Seekers (1979) - Marian Casey
- Tales of the Unexpected Televisieserie - Paul Duveen (Afl., The Hitch-Hiker, 1980)
- Cry of the Innocent (Televisiefilm, 1980) - Steve Donegin
- Hellinger's Law (Televisiefilm, 1981) - Clint Tolliver
- Jacqueline Bouvier Kennedy (Televisiefilm, 1981) - 'Black Jack' Bouvier
- A Time to Die (1982) - Jack Bailey
- Charles & Diana: A Royal Love Story (Televisiefilm, 1982) - Edward Adeane
- Masquerade (Televisiefilm, 1983) - Lavender
- On the Run (1983) - Mr. Payatta
- Masquerade Televisieserie - Lavender (Afl. onbekend, 1983–1984)
- Mask of Murder (1985) - Supt. Bob McLaine
- Marbella, un golpe de cinco estrellas (1985) - Commander
- Outlaws (Televisiefilm, 1986) - John Grail
- Outlaws Televisieserie - John Grail (Afl. onbekend, 1986–1987)
- Falcon Crest Televisieserie - Frank Agretti (45 afl., 1988–1990)
- Palomino (Televisiefilm, 1991) - Bill King
- Grass Roots (Televisiefilm, 1992) - Gen. Willoughby
- Point of Betrayal (1995) - Ted Kitteridge
- Murder, She Wrote Televisieserie - Tom Dempsey (Afl., Another Killing in Cork, 1995)
- Open Season (1995) - Billy Patrick
- Murder, She Wrote Televisieserie - Insp. Rory Lanahan (Afl., Nan's Ghost: Part 1 & 2, 1995)
- Welcome to Woop Woop (1997) - Daddy-O
- The Warlord: Battle for the Galaxy (Televisiefilm, 1998) - General Sorenson
- Walker, Texas Ranger Televisieserie - Gordon Cahill (Afl., Redemption, 1996; Texas vs. Cahill, 1997; Wedding Bells: Part 1 & 2, 2000)
- Kaw (2007) - Doc
- Inglourious Basterds (2009) - Winston Churchill